# 太子港港口

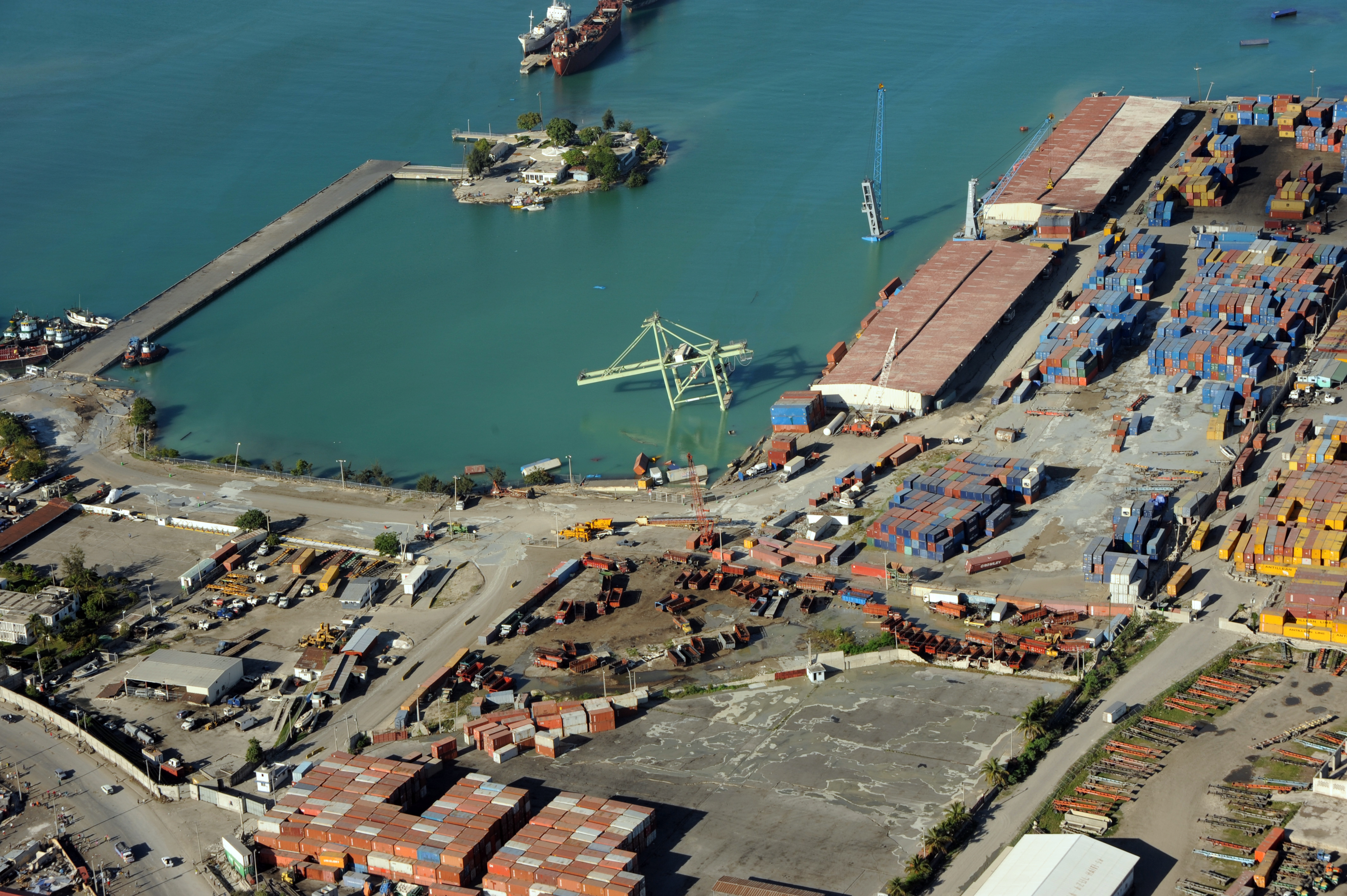
在2010年海地地震中严重受损的太子港港口

太子港国际港口（法语：Port international de Port-au-Prince），是太子港乃至海地全国最重要的对外港口，由海地国家港务局（法语：Autorité portuaire nationale）管理。在2010年海地地震中，由于本身的建设素质不高，港口设施严重受损。